# Phenes raptor
Phenes raptor là loài chuồn chuồn trong họ Petaluridae. Loài này được Rambur mô tả khoa học đầu tiên năm 1842.